# Manfredo I de Saluzzo
Manfredo I del Vasto (¿? - Saluzzo, 1175) fue el primer marqués de Saluzzo, desde 1125 hasta su muerte. Fue hijo de Bonifacio del Vasto y Agnes de Vermandois.

## Gobierno
La primera vez que Manfredo aparece en los registros oficiales se remonta a 1123, cuando actúa en nombre de su padre en Saluzzo.  Seguramente a la muerte de Bonifacio el gobierno de Saluzzo quedó repartido entre Manfredo y su hermano Guglielmo.  Los pocos datos documentales  sobre Guglielmo no aclaran ningún aspecto sobre está posible situación de gobierno compartido, siendo lo único claro que Guglielmo gobernó independiente en Busca y Lancia.
Con una serie de enlaces matrimoniales Manfredo se garantizó la lealtad de los principales señores de marquesado, convirtiendo la ciudad de Saluzzo en la principal de sus dominios.  Esta ciudad no era la capital del estado, pero sí tenía la apariencia y el espíritu de capital, y era el centro neurálgico de coordinación de los dominios de la familia, territorio que abarcaba la región entre los Alpes y los ríos Pó y Estura.

## Descendencia
Manfredo I transmitió sus títulos y posesiones a su hijo Manfredo II (habido con su esposa Leonor), manteniéndose la dinastía del Vasto hasta el siglo XVI.
| Predecesor: fundación del marquesado | Marqués de Saluzzo 1125-1175 | Sucesor: Manfredo II |

- Datos: Q368445
- Multimedia: Manfredo I, Marquis of Saluzzo / Q368445